# Stenalcidia perstrigata
Stenalcidia perstrigata är en fjärilsart som beskrevs av W. Warren 1897. Stenalcidia perstrigata ingår i släktet Stenalcidia och familjen mätare. Inga underarter finns listade i Catalogue of Life.